# Hochschule
Hochschule è un termine generico usato per indicare differenti istituzioni del sistema educativo terziario tedesco (livello universitario) che si occupano della ricerca e dell'insegnamento nei campi delle scienze, dell'economia, della pedagogia, della teologia e delle arti.
Il termine "università" è riservato alle istituzioni che conferiscono dottorati di ricerca. Sono comprese tra le Hochschulen tutte quelle istituzioni che non sono autorizzate a conferire dottorati di ricerca ma che rilasciano i gradi accademici di Bachelor e Master. 
In accordo con il processo di Bologna, molte Hochschulen stanno subendo una fase di riorganizzazione che tende ad assumere il sistema Bachelor - Master. Le Hochschulen rilasciano un grado accademico e per potersi nominare come tali devono obbligatoriamente effettuare al loro interno la ricerca in modo da creare del nuovo sapere.
| Controllo di autorità | GND (DE) 4072560-1 |